# Sa thạch
Sa thạch hay cát kết là đá trầm tích vụn cơ học với thành phần gồm các hạt cát chủ yếu là felspat và thạch anh được gắn kết bởi xi măng silic, calci, oxit sắt... Tuỳ theo từng loại xi măng mà sa thạch có màu sáng, xám, lục đỏ. sa thạch là loại đá nằm giữa đá vôi và đá bùn.Do sa thạch thông thường tạo ra các vách đá dễ nhận thấy và các hình khối tự nhiên bằng đá khác nên màu sắc của đá cát có thể coi giống hệt như là màu sắc của khu vực đó. Vì các phân tử của sa thạch có sắc tố phụ bị biến dạng theo màu sắc của khu vực. Ví dụ, phần lớn khu vực miền tây Bắc Mỹ được biết đến là có màu đỏ do đá cát màu đỏ ở đây.
Sa thạch thông thường tương đối mềm và dễ gia công, vì thế chúng là loại vật liệu xây dựng và vật liệu lát đường phổ biến. Do độ cứng của các hạt riêng rẽ và tính đồng nhất của kích thước hạt, cũng như bản chất dễ vụn của đá cát nên nó là khoáng chất được ưa chuộng để sản xuất đá mài (làm sắc lưỡi dao và các dụng cụ khác).
Các hình khối tự nhiên bằng đá mà chủ yếu chứa sa thạch thông thường cho nước thấm qua và là đủ xốp để lưu trữ một lượng lớn nước, điều này làm cho chúng trở thành lớp ngậm nước quan trọng. Các lớp ngậm nước hạt mịn, chẳng hạn như đá cát, là thích hợp để lọc bỏ các chất gây ô nhiễm từ bề mặt hơn nhiều so với các loại đá có các vết nứt và các kẽ hở như đá vôi hay các loại đá khác bị nứt nẻ do các hoạt động địa chấn.

## Nguồn gốc

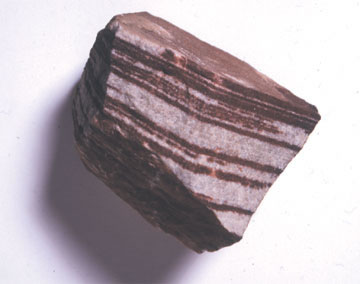
Sa thạch xếp thành lớp

## Các loại sa thạch

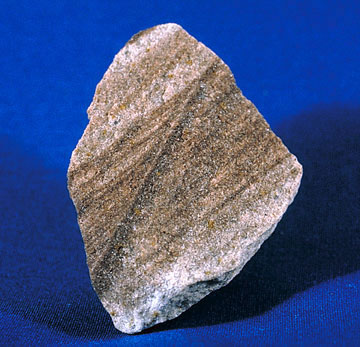
Đá thạch anh

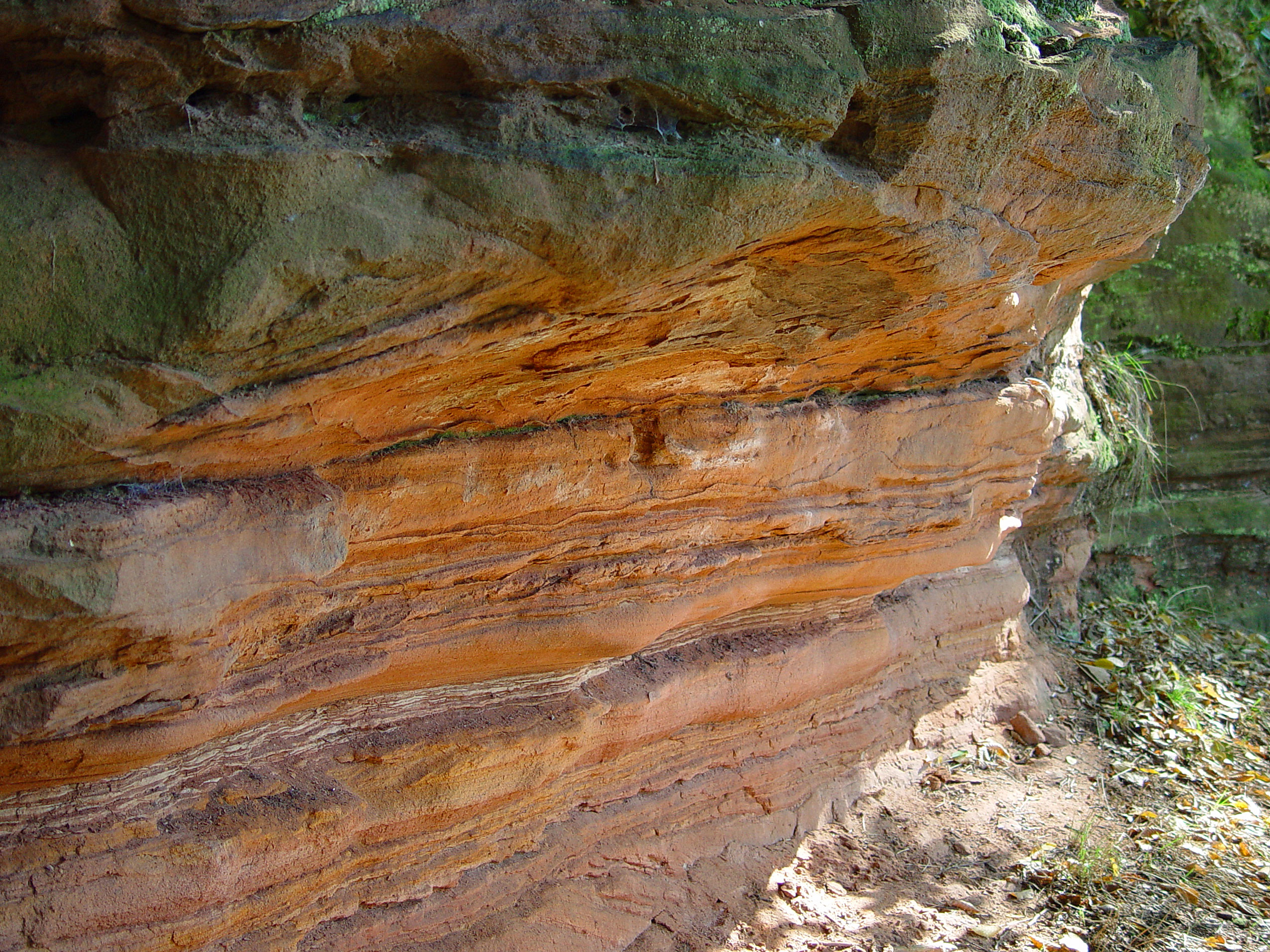
Sa thạch gần Stadtroda, Đức
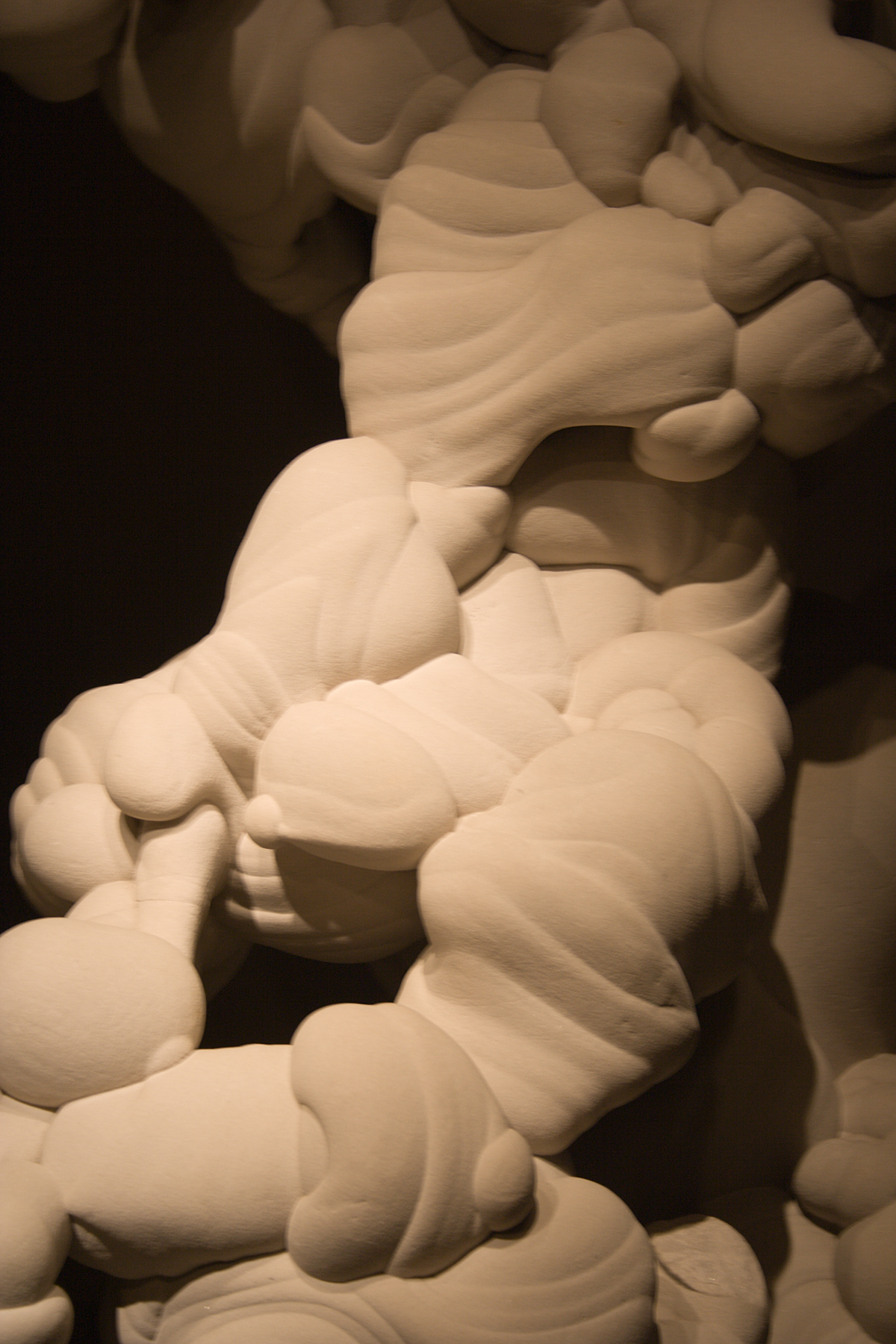
Sự hình thành sa thạch tự nhiên bao hàm các loại cát thạch anh bị kết dính
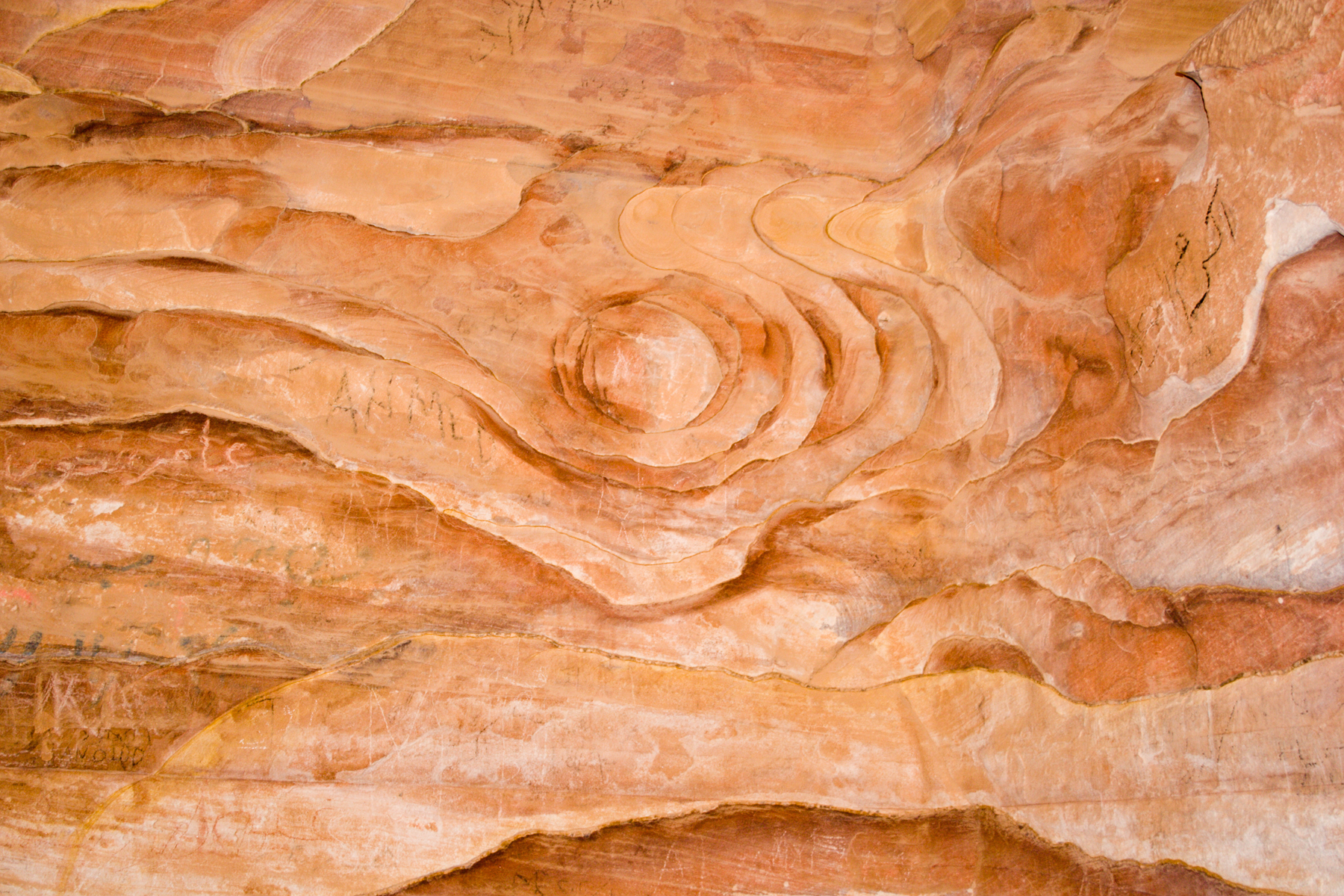
Các mẫu hình sa thạch trên tường của gian phòng tại Petra
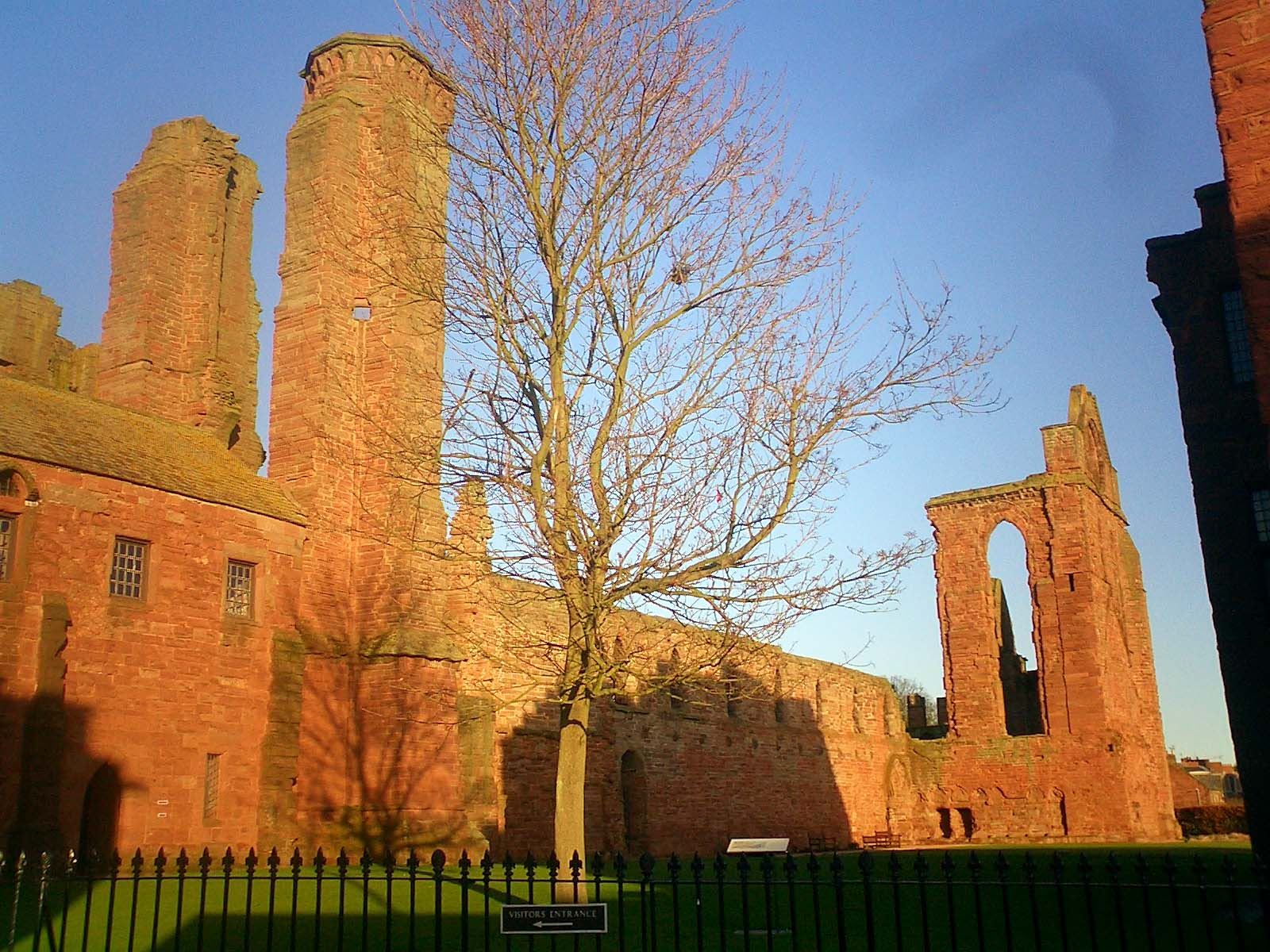
Tu viện Arbroath mang màu vàng riêng biệt của sa thạch.